# Gracilosphya trifasciata
Gracilosphya trifasciata là một loài bọ cánh cứng trong họ Cerambycidae.